# Asesinato de Cánovas del Castillo
El asesinato de Cánovas del Castillo tuvo lugar el 8 de agosto de 1897 en el balneario de santa Águeda (Guipúzcoa) donde el presidente del gobierno español Antonio Cánovas del Castillo pasaba unos días de descanso y fue obra del anarquista italiano Michele Angiolillo, quien fue inmediatamente detenido, juzgado y ejecutado. Durante el consejo de guerra Angiolillo justificó el asesinato como una venganza por las torturas del  proceso de Montjuic.

## Antecedentes

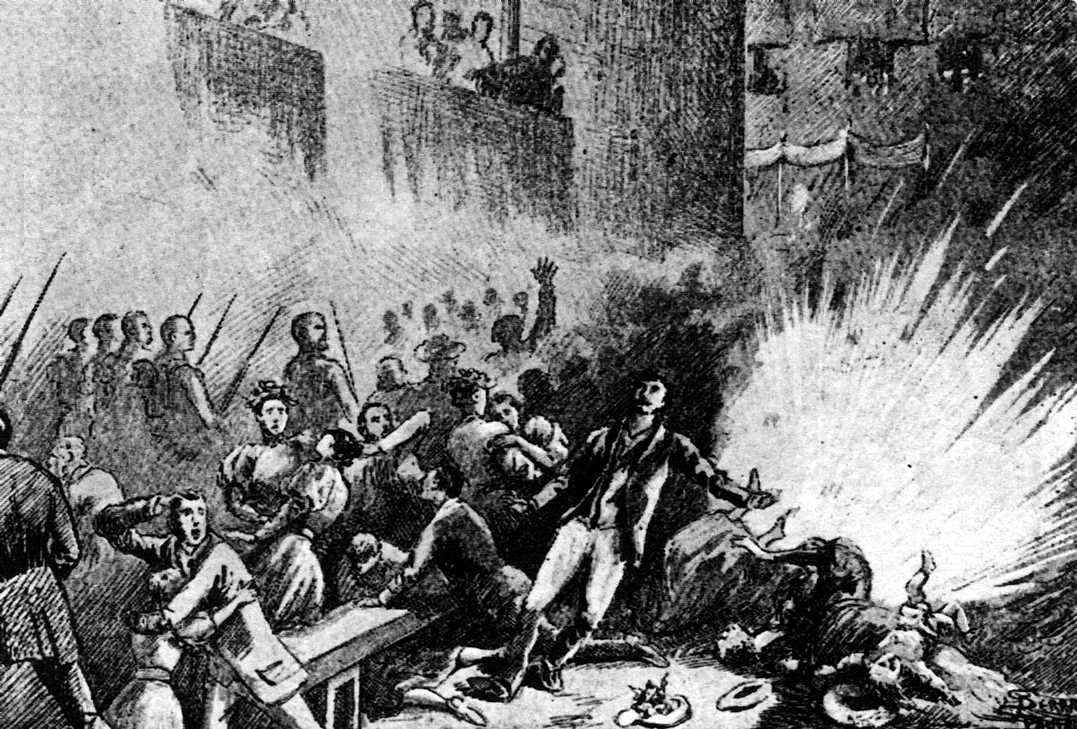
Atentado de la calle Canvis Nous de Barcelona al paso de la procesión del Corpus (7 de junio de 1896).

Durante la última década del siglo XIX, Barcelona vivió una oleada de atentados terroristas anarquistas. El de mayor repercusión fue el atentado de la calle Canvis Nous al paso de la procesión del Corpus del 7 de junio de 1896, en el que seis personas murieron en el acto, y otras cuarenta y dos resultaron heridas. La represión policial que se desató a continuación fue brutal e indiscriminada y dio lugar al famoso proceso de Montjuic, durante el cual 400 «sospechosos» fueron encarcelados en el castillo de Montjuic, donde fueron brutalmente torturados —«uñas arrancadas, pies aplastados por máquinas prensoras, cascos eléctricos, puros habanos apagados en la piel…»—. A continuación varios consejos de guerra condenaron a muerte a 28 personas —cinco de las cuales fueron ejecutadas— y a otras 59 a cadena perpetua —63 fueron declaradas inocentes pero deportadas a Río de Oro—.
El proceso de Montjuic tuvo una gran repercusión internacional, dadas la dudas que había sobre las pruebas en que se habían basado las condenas —básicamente las confesiones de los acusados obtenidas mediante torturas—, que también fue seguida por una campaña de parte de la prensa española en contra del gobierno y de los «verdugos», en la que destacó el joven periodista Alejandro Lerroux, director del diario madrileño republicano El País, que con el título de Las infamias de Montjuïc publicó durante meses los relatos de los torturados —además Lerroux emprendió una gira de propaganda por La Mancha y Andalucía—.

## El asesinato

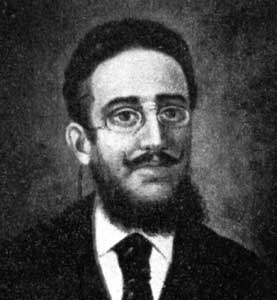
El anarquista italiano Michele Angiolillo, autor del asesinato de Cánovas del Castillo.

Michele Angiolillo era tipógrafo de profesión y estaba fichado por la policía italiana como anarquista. En 1895 huyó al extranjero para eludir la condena de mes y medio de cárcel por unos artículos subversivos que había publicado. Estuvo en Barcelona y probablemente allí se encontraba cuando se produjo el atentado de la Procesión del Corpus de junio de 1896. Se marchó entonces a Francia, de donde fue expulsado en octubre, pasando a Bélgica y después a Inglaterra. En Londres conoció los relatos de los torturados en el proceso de Montjuic y allí compró la pistola con la que asesinaría a Cánovas del Castillo. De la capital británica se dirigió a París donde se entrevistó con el delegado de los insurrectos cubanos que luchaban contra España para lograr la independencia, Ramón Emeterio Betances, al que pidió dinero para poder ir a España y asesinar a la reina-regente María Cristina de Habsburgo-Lorena y al presidente del gobierno Antonio Cánovas del Castillo. Betances le dio cierta cantidad aunque le dijo que reprobaba los asesinatos. En París Angiolillo también se entrevistó con el director del periódico anarquista L'Intransigeant, Henri Rochefort, que había sido uno de los medios que más había destacado en la campaña internacional de denuncia de las torturas de Montjuic, y que también apoyaba la causa independentista cubana.

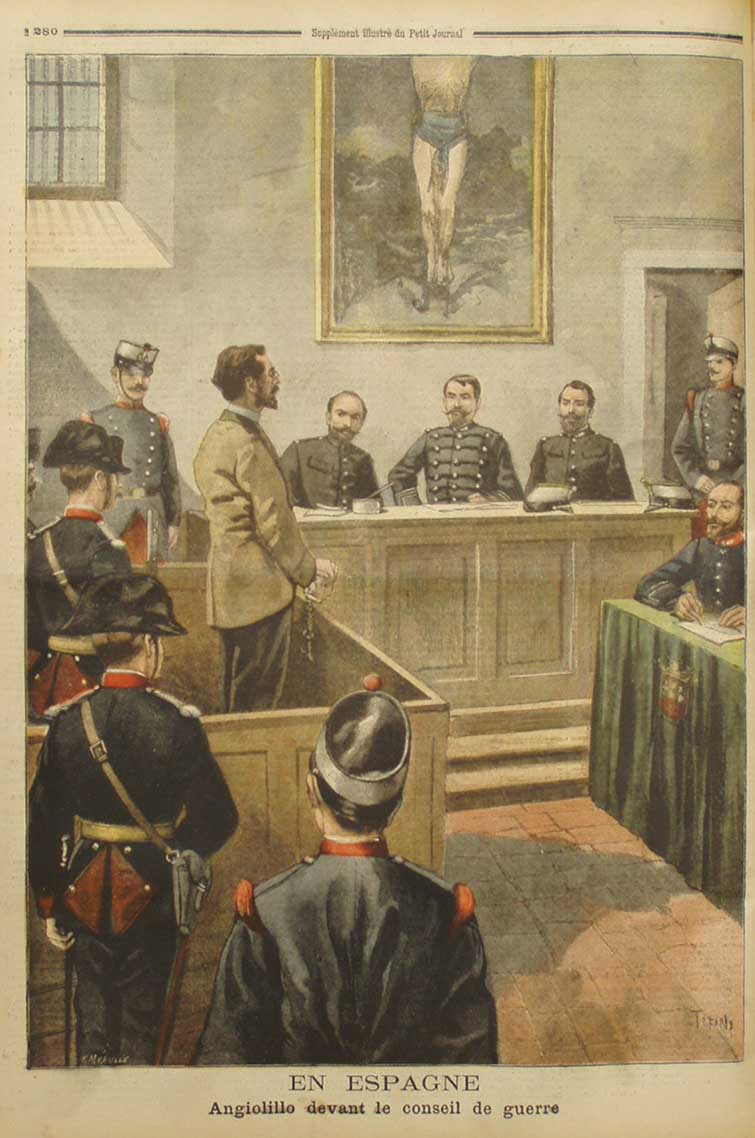
Declaración de Angiolillo ante el consejo de guerra que lo juzgó.

De París marchó a Madrid, donde entró en contacto con el periodista republicano y anticlerical José Nakens, a quien se presentó como periodista con el falso nombre de Emilio Rinaldini, y a quien pidió ayuda. Nakens le dio algún dinero y al despedirse le contó su proyecto de atentar contra la regente, contra el presidente del gobierno y también contra el joven rey Alfonso XIII —entonces un niño de 11 años de edad—. Aquel no le creyó, aunque más tarde Nakens confesó que si hubiera sabido que era cierto tampoco lo hubiera delatado porque era un crimen político.

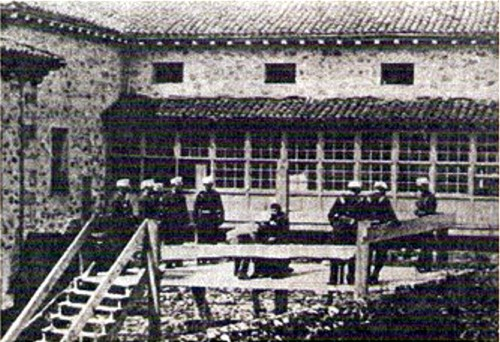
Fotografía del día de la ejecución de Angiolillo.

A principios de agosto de 1897 Angiolillo se encontraba en Guipúzcoa y el día 8 al mediodía le disparó tres tiros de revólver al presidente del gobierno Antonio Cánovas del Castillo cuando leía los periódicos en un banco del balneario de Santa Águeda, en Mondragón, en el que pasaba unos días de descanso. El asesino fue detenido y juzgado inmediatamente. Durante el juicio justificó su crimen como una represalia por las torturas a las que habían sido sometidos los sospechosos por el atentado de la procesión del Corpus de Barcelona en el castillo de Montjuic a donde habían sido conducidos, y de las que hacía responsable al presidente del gobierno. También declaró su solidaridad con los que vivían en la miseria, su rechazo a la injusticia social y su amor al anarquismo. Dijo también que había actuado solo, aunque existen dudas de que esto fuera verdad porque había comentado sus planes con varias personas, a pesar de que también lo negó durante el juicio. Fue condenado a muerte y la sentencia se cumplió mediante garrote vil el 19 de agosto de 1897, sólo once días después de haber cometido el asesinato. La ejecución la llevó a cabo el burgalés Gregorio Mayoral Sendino.

## Repercusiones

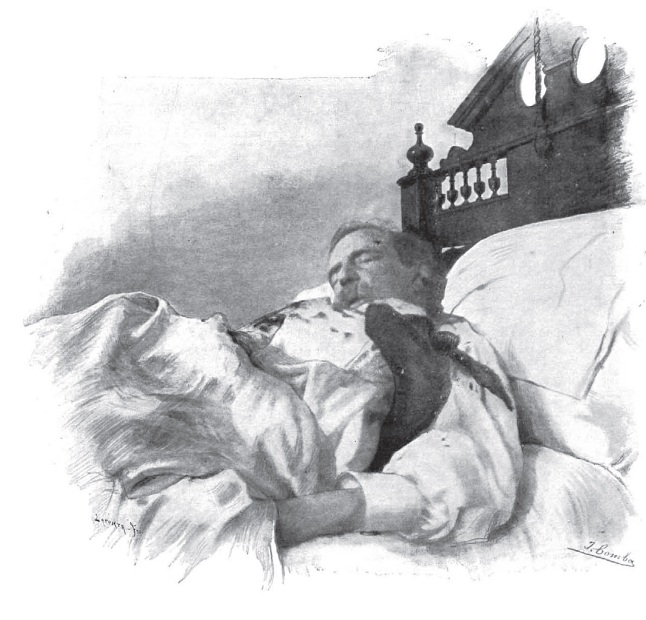
Dibujo del cadáver de Cánovas del Castillo realizado por Juan Comba sobre una fotografía del conde de Aldana que se publicó en las páginas de La Ilustración Española y Americana.

La prensa europea y americana se hizo eco del suceso, especulando sobre si el atentado contra el presidente del gobierno español formaba parte de una vasta conspiración anarquista internacional. El diario The Times afirmó que el crimen había sido obra de un fanático y destacó que no había pruebas de que detrás de él hubiera una organización internacional, pero pidió que la policía estuviera alerta aunque sin llegar a tomar medidas excepcionales. Para explicar el atentado The Times recordó las torturas del Proceso de Montjuic, por lo que su sombra, como ha señalado el historiador Juan Avilés Farré, «seguía enturbiando la imagen del Gobierno español incluso en los luctuosos días de la muerte de Cánovas».

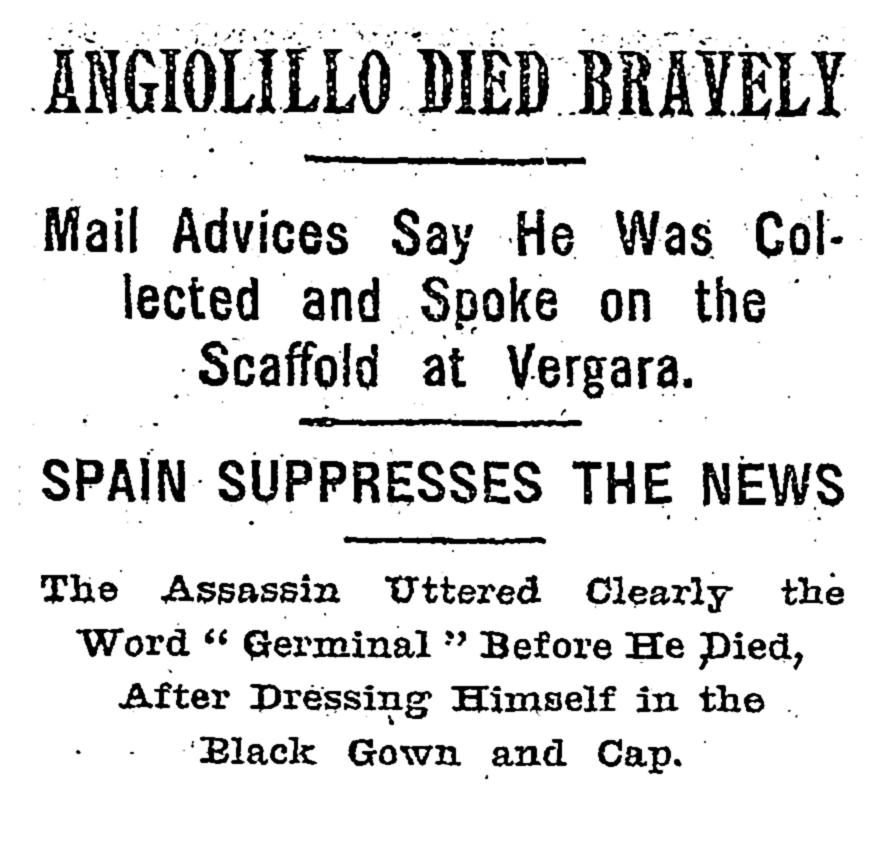
Noticia de la ejecución de Angiolillo aparecida en el The New York Times del 22 de agosto de 1897, en el que se dice que murió valientemente gritando Germinal. También se dice que en España se censuró la noticia.

El asesinato de Cánovas cerró el ciclo de atentados terroristas anarquistas en España de la década de los noventa, pero a diferencia de lo ocurrido en otros países como Francia o Estados Unidos, que también sufrieron graves atentados en aquella época y en los que ya no se reprodujeron al haber quedado el movimiento anarquista completamente desprestigiado, en España «el anarquismo violento reapareció en 1903 y la saga de crímenes y atrocidades represivas se mantendría durante décadas». Una de las posibles explicaciones a la persistencia del terrorismo anarquista en España, según Avilés Farré, estriba en «la respuesta, a la vez bárbara, ilegal e ineficaz de las autoridades españolas». «La brutalidad represiva era en España un perverso sucedáneo de la eficacia policial. Barcelona, en particular, carecía de una fuerza policial suficientemente numerosa y capacitada para hacer frente al desafío que representaron los atentados de los años noventa. A falta de indicios, se realizaban redadas masivas y, a falta de pruebas, se torturaba a los principales sospechosos». En cambio, en Francia «la policía había sido eficaz y la justicia severa (cuatro terroristas convictos y confesos fueron guillotinados), pero acorde con las leyes… No hubo prolongadas detenciones arbitrarias, ni torturas para obtener confesiones, ni sentencias con dudoso fundamento jurídico». «El resultado fue que en Francia la era de los atentados anarquistas acabó en 1894 para no resurgir jamás».